# Puskás Öcsi és barátai
A Puskás Öcsi és barátai 2020 és 2023 között vetített magyar 2D-s számítógépes animációs kalandsorozat, amelyet Gellár Csaba rendezett Kemény Kristóf Puskás Öcsi című gyerekkönyve alapján. 
Magyarországon a bevezető epizódját 2020. április 1-én mutatta be a Duna. A teljes sorozatot 2023. május 29-től vetíti az M2.

## Ismertető
A sorozat Puskás Ferenc fiatalkorát mutatja, hogy hogyan élt a szüleivel, húgával és a legjobb barátjával Bozsik Józseffel.

## Szereplők

### Főszereplők
| Eredeti hang                                        | Szereplő             | Megjegyzés                                 |
| --------------------------------------------------- | -------------------- | ------------------------------------------ |
| Sándor Barnabás (1. rész) Kerekes Máté (2–12. rész) | Puskás „Öcsi” Ferenc | Iskolás gyerek, aki nagyon szeret focizni. |
| Ónodi Eszter (1. rész) Ruttkay Laura (2–12. rész)   | Bíró Margit          | Öcsi édesanyja.                            |
| Magyar Attila                                       | Id. Puskás Ferenc    | Öcsi édesapja                              |
| Véghseő Emma (1. rész) Bak Julianna (2–12. rész)    | Puskás Éva           | Öcsi húga.                                 |
| Borbély Levente (1. rész) Bősz Mirkó (2–12. rész)   | Bozsik József        | Öcsi legjobb barátja.                      |

### . További szereplők
- Barbinek Péter – Rudi bácsi (2. résztől)
- Borbély Levente – Cigány
- Csík Csaba Krisztián – jegyszedő
- Csuha Lajos – Jeremiás bácsi
- Gellár Csaba – Rudi bácsi (1. részt)
- Kelemen Noel – Tibi
- Kretz Boldizsár – Molnár
- Kovács András Bátor – Gézu
- Maszlag Bálint – Buci
- Mayer Marcell – Melák
- Papp Horváth Levente – Bamba
- Patály Markó – Matyi
- Sándor Barnabás – gonosz ikrek
- Schmidt Regina – Csőre
- Straub Martin – nagyfiú
- Straub Norbert – nagyfiú
- Szacsvay László – Nándi bácsi

## Epizódok
Az első részét 2020. április 1-én mutatta be a Duna. A rendes évadot 2023. május 29-én mutatta be az M2.
| #   | Eredeti cím          | Premier          |
| --- | -------------------- | ---------------- |
| 1.  | A rongylabda         | 2020. április 1. |
| 2.  | A grund új csillagai | 2023. május 30   |
| 3.  | Az új barát          | 2023. május 31.  |
| 4.  | Szökjünk ki focini!  | 2023. június 1.  |
| 5.  | Az Évi-csősz         | 2023. június 2.  |
| 6.  | Keserű csoki         | 2023. június 3.  |
| 7.  | Pótbarátok           | 2023. június 6.  |
| 8.  | A mozi               | 2023. június 7.  |
| 9.  | A részedős csel      | 2023. június 8.  |
| 10. | A jelmezbál          | 2023. június 9.  |
| 11  | Öcsi szülinapja      | 2023. június 12. |
| 12. | Focista leszek én is | 2023. június 13. |

## Díjai
- Magyar Mozgókép Díj 2024
  - Legjobb animációs kisfilm – 6. rész: Keserű csoki